# Goerodes batumicus
Goerodes batumicus är en nattsländeart som först beskrevs av Martynov 1913.  Goerodes batumicus ingår i släktet Goerodes och familjen kantrörsnattsländor. Inga underarter finns listade i Catalogue of Life.